# Stenus animatus
Stenus animatus är en skalbaggsart som beskrevs av Thomas Casey. Stenus animatus ingår i släktet Stenus och familjen kortvingar. Inga underarter finns listade i Catalogue of Life.